# إدموندو منديز
إدموندو منديز هو لاعب كرة قدم إكوادوري في مركز الدفاع، ولد في 5 ديسمبر 1968 في كيتو في الإكوادور. شارك مع منتخب الإكوادور لكرة القدم. أما مع النوادي، فقد لعب مع نادي أوكاس ونادي ديبورتيفو إل ناسيونال.

## وصلات خارجية
- إدموندو منديز على موقع قاعدة بيانات كرة القدم.إي يو (الإنجليزية)
- إدموندو منديز على موقع ناشيونال فوتبول تيمز (الإنجليزية)